# Beleg van Antwerpen (1789-1790)
Het Beleg van Antwerpen in 1789 tot 1790 was een beleg tijdens de Brabantse Omwenteling door Belgische patriotten, terwijl het leger van de Oostenrijkse Nederlanden de Citadel van Antwerpen in handen hield.

## Context
Op 24 november 1789 stak generaal Jan Andries vander Mersch de grens van de Oostenrijkse Nederlanden over in Hoogstraten. Hierdoor startte de Brabantse Omwenteling. Op de 27e versloeg Van der Mersch de Oostenrijkse generaal Schröder in Turnhout. In november ging het van kwaad tot erger voor het Oostenrijks-Nederlandse leger. Op 12 december verlieten de Oostenrijkers Brussel; wat overbleef van het leger vluchtte naar Luxemburg of de Citadel van Antwerpen. In november of december werd de stad ingenomen, maar bleef het regeringsleger in de citadel.

## Het beleg
Het beleg startte waarschijnlijk in november of december 1789. Terwijl de landvoogden het land uitvluchten, hield het leger in de citadel van Antwerpen het langste stand. Daardoor moest een deel van het Patriottenleger bij Antwerpen blijven. Ver van hun collega's en in een slechte conditie capituleerden de Oostenrijkse troepen op 29 maart 1790.

## Gevolg
De Oostenrijkers zaten vast in Luxemburg en konden geen effectieve actie nemen tegen het Patriottenleger. Pas in begin december 1790 zou Von Bender de Verenigde Nederlandse Staten kunnen heroveren.